# シロハラミズナギドリ
シロハラミズナギドリ（白腹水薙鳥、Pterodroma hypoleuca） は、ミズナギドリ目ミズナギドリ科に分類される鳥類。

## 分布
北太平洋西部
夏季にマーシャル諸島、マリアナ諸島周辺、オホーツク海などへ渡り、冬季にハワイ諸島で繁殖する。日本には繁殖のため北硫黄島、聟島、南硫黄島に飛来する。

## 形態
全長30cm。翼開張63-71cm。下面は白い羽毛で被われる。頭部は黒、額は白い羽毛で被われる。胴体上面は灰褐色の羽毛で被われる。尾羽の色彩は暗褐色。翼上面の色彩は灰褐色で、飛翔時には不明瞭な黒褐色のアルファベットの「M」字状の斑紋が見える。翼下面の色彩は白いが、風切羽下面の色彩は黒い。人間でいう手首（翼角）から内側に向かって斜めに黒い筋模様が入り、また初列下雨覆が黒いため翼角に三角形状の黒い斑紋が入るように見える。
嘴の色彩は黒い。後肢の色彩はピンク色。

## 生態
海洋に生息する。
食性は動物食で、魚類、軟体動物などを食べる。
繁殖形態は卵生。斜面にある森林や草原に約100cmの横穴を掘った巣に、10月-翌2月に1回に1個の卵を産む。

## 東北地方太平洋沖地震による津波の影響
2011年3月の東北地方太平洋沖地震で発生した津波により、太平洋沿岸部の多数の海鳥が犠牲になった。
シロハラミズナギドリは穴を掘って巣を作るため確認が難しく被害数を把握できていないが、数千羽が死んだ可能性がある。

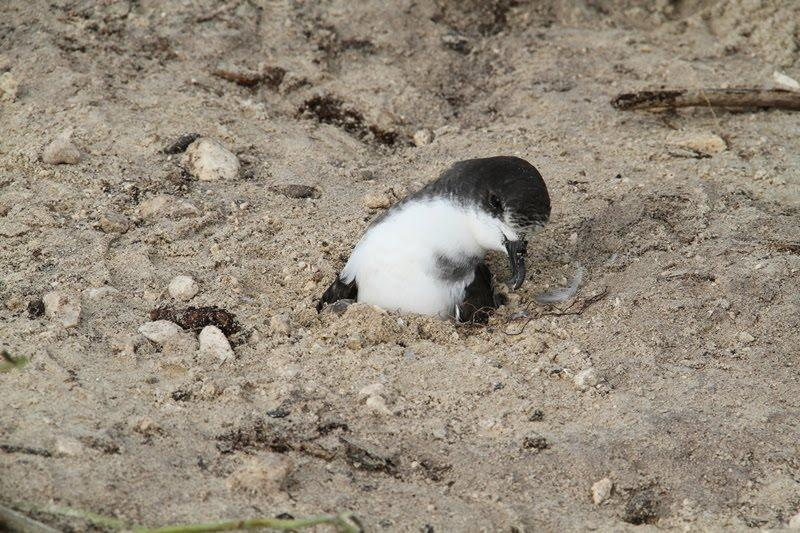
東日本大震災の津波により砂に埋もれてしまったシロハラミズナギドリ。ミッドウェー島にて撮影。

## 保全状態評価
情報不足（DD）（環境省レッドリスト）

## 画像

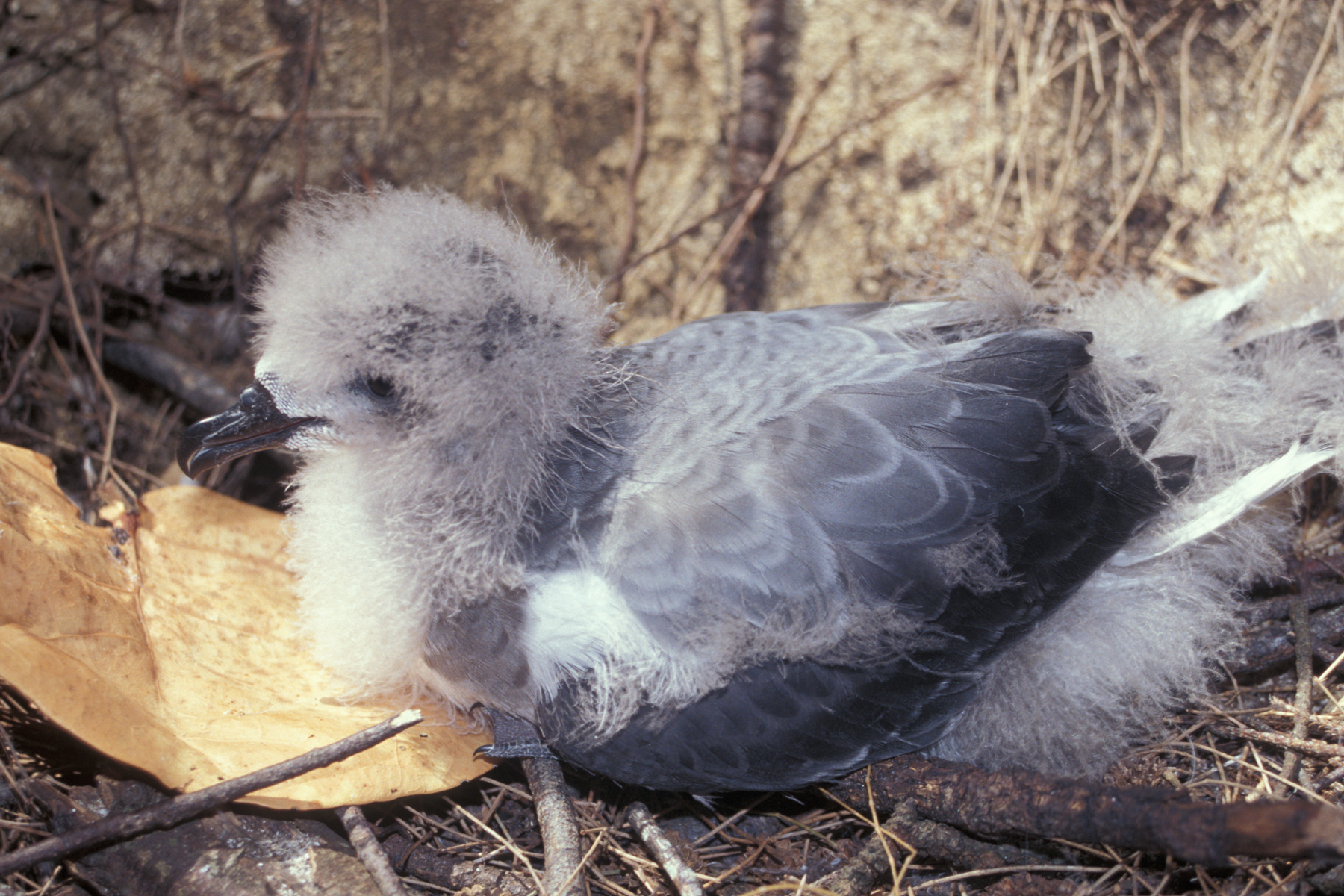
雛